# Paterson Lake
Paterson Lake är en sjö i Kanada.   Den ligger i provinsen British Columbia, i den sydvästra delen av landet, 3 700 km väster om huvudstaden Ottawa. Paterson Lake ligger 263 meter över havet. Arean är 1,9 kvadratkilometer. Den sträcker sig 3,1 kilometer i nord-sydlig riktning, och 1,2 kilometer i öst-västlig riktning.
I omgivningarna runt Paterson Lake växer i huvudsak blandskog. Trakten runt Paterson Lake är nära nog obefolkad, med mindre än två invånare per kvadratkilometer.